# Avfall

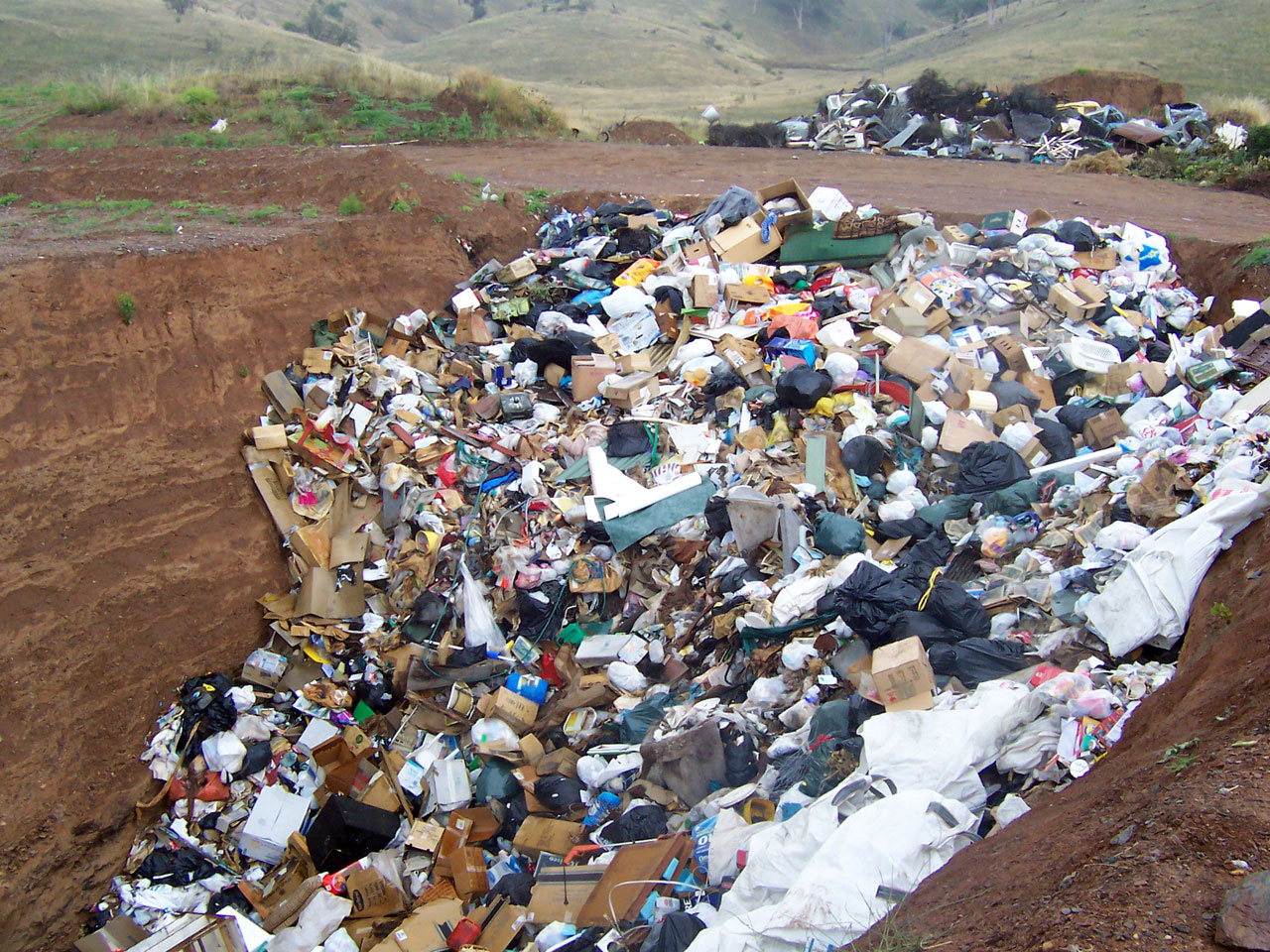
Avfall

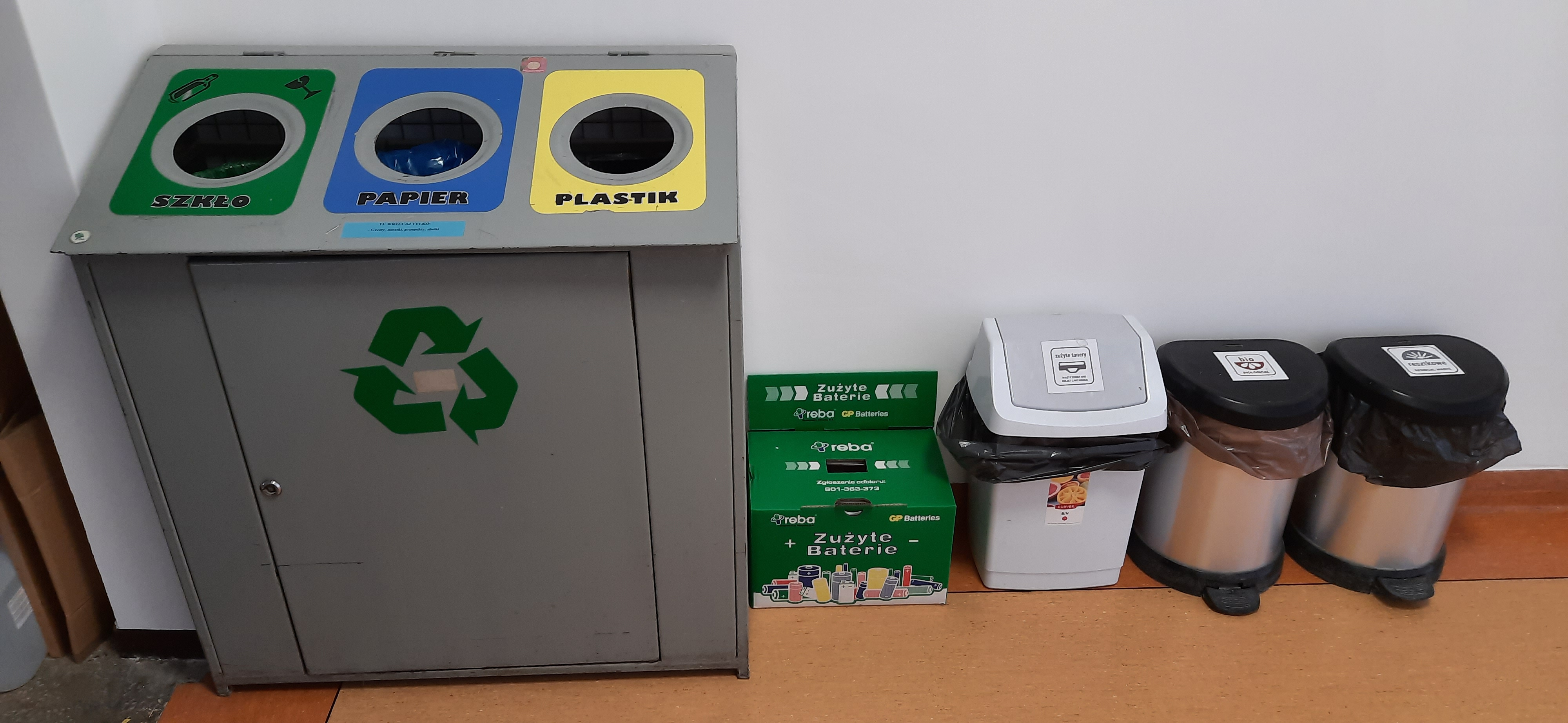
Återvinningsplats i Gdańsks tekniska universitet

Avfall eller sopor är oönskade substanser som bildas genom mänsklig verksamhet. Det är restprodukter i allmänhet, som människor använt eller åstadkommit och som de inte längre behöver. Avfall kan klassificeras i olika typer, såsom inhemska, industriella, inerta, icke-farliga, farliga och biologiskt nedbrytbara etc. 
Enligt gällande EU-lagstiftning definieras begreppet avfall enligt följande:
"varje föremål, ämne eller substans som ingår i de kategorier som anges i bilaga I och som innehavaren gör sig av med eller avser eller är skyldig att göra sig av med."
Där bilaga I i samma lagtext avser 16 olika avfallskategorier. Den sista av dessa kategorier är en "slaskgrupp" som omfattar allt som inte finns med i övriga kategorier. I praktiken innebär därför definitionen att avfall är "varje föremål, ämne eller substans [...] som innehavaren gör sig av med eller avser eller är skyldig att göra sig av med."
I ekonomiska sammanhang brukar avfall definieras som något en verksamhet genererar men som verksamheten inte har användning för och inte heller kan säljas för en vinst. Dvs. det innebär en kostnad att göra sig av med avfall. På detta sätt skiljer sig avfall från begreppet biprodukt som är något en verksamhet inte främst är avsett generera men som ändå säljs som en vara.